# فاکوندو بونانوتی
فاکوندو بونانوتی (انگلیسی: Facundo Buonanotte؛ زادهٔ ۲۳ دسامبر ۲۰۰۴) بازیکن فوتبال اهل آرژانتین است که در پست هافبک هجومی و وینگر برای باشگاه فوتبال برایتون اند هوو آلبیون در لیگ برتر فوتبال انگلستان بازی می‌کند.
وی همچنین در تیم‌های ملی فوتبال زیر ۲۰ سال آرژانتین و آرژانتین بازی کرده‌است.
وی که اصالتاً ایتالیایی است در آرژانتین متولد شده و تابعیت هر دو کشور را دارد.